# Старший майор государственной безопасности
Ста́рший майо́р госуда́рственной безопа́сности — специальное звание сотрудников начальствующего состава НКВД и НКГБ СССР в период 1935—1943 годов (кроме военнослужащих войск НКВД и сотрудников Рабоче-крестьянской милиции НКВД СССР). Нижестоящее специальное звание — майор государственной безопасности, следующее по рангу — комиссар государственной безопасности 3-го ранга.
Специальное звание старший майор государственной безопасности (2 ромба в петлицах образца 1937—1943 годов) условно соответствовало воинскому званию комдив РККА.

## История звания
Специальное звание старший майор государственной безопасности было введено Постановлениями ЦИК СССР № 20 и СНК СССР № 2256 от 7 октября 1935 года, объявленных Приказом НКВД СССР № 319 от 10 октября 1935 года для начальствующего состава ГУГБ НКВД СССР.
Указом Президиума ВС СССР от 9 февраля 1943 года, вводившим новые специальные звания сотрудников органов НКВД сходные с общевойсковыми, звание старший майор государственной безопасности было упразднено.

## Знаки различия
Вопрос о знаках различия в Особых отделах некоторое время оставался открытым из-за согласований между Наркоматом обороны и НКВД. Совместным приказом НКО/НКВД № 91/183 от 23 мая 1936 года было объявлено "Положение об особых органах ГУГБ НКВД СССР», согласно которому для работавших в войсках сотрудников Особых отделов НКВД в целях конспирации устанавливались форма одежды и знаки различия военно-политического состава соответствующего звания.
Приказом НКВД № 278 от 15 июля 1937 года система знаков различия была изменена. Нарукавные знаки различия были отменены.
Был изменен вид петлиц. Петлицы устанавливались двух видов: для гимнастерки или френча и для шинели. Гимнастерочные петлицы сохраняли прежние форму и размер. Шинельные имели форму ромба со скругленными вогнутыми верхними сторонами. Высота петлицы 11 см, ширина — 8,5 см. Цвет петлиц оставался прежним: краповые с малиновым кантом.
Вместо звездочек и угольников были установлены знаки различия, аналогичные принятым в РККА: ромбы для высшего начсостава, прямоугольники — для старшего и квадраты — для среднего.

## История присвоений
Приказом НКВД № 794 от 29 ноября 1935 года 42 чекистам было присвоено звание старшего майора государственной безопасности. В декабре 1935 года отдельными приказами звание старшего майора ГБ было присвоено ещё 5 сотрудникам НКВД.
- 29.11.1935 — Абугов, Ошер Осипович (1899—1938), начальник УНКВД Кировского края
- 29.11.1935 — Александровский, Михаил Константинович (1898—1937), начальник особого отдела УГБ НКВД УССР
- 29.11.1935 — Алексеев, Николай Николаевич (1893—1937), помощник начальника ГУЛАГ НКВД СССР
- 29.11.1935 — Андреев, Михаил Львович (1903—1988), заместитель начальника УНКВД Воронежской области
- 29.11.1935 — Аустрин, Рудольф Иванович (1891—1937), начальник УНКВД Северного края
- 29.11.1935 — Берман, Борис Давыдович (1901—1939), 1-й заместитель начальника иностранного отдела ГУГБ НКВД СССР[3]
- 29.11.1935 — Блат, Иосиф Михайлович (1894—1937), начальник УНКВД Западной области
- 29.11.1935 — Буланов, Павел Петрович (1895—1938), секретарь НКВД СССР
- 29.11.1935 — Вейншток, Яков Маркович (1899—1939), начальник отдела кадров НКВД СССР
- 29.11.1935 — Волович, Захар Ильич (1900—1937), заместитель начальника оперативного отдела ГУГБ НКВД СССР
- 29.11.1935 — Гарин, Владимир Николаевич (1896—1940), начальник УНКВД Татарской АССР
- 29.11.1935 — Генкин, Яков Михайлович (1888—1970), начальник учётно-статистического отдела ГУГБ НКВД СССР
- 29.11.1935 — Горб, Михаил Савельевич (1894—1937), заместитель начальника особого отдела ГУГБ НКВД СССР
- 29.11.1935 — Горожанин, Валерий Михайлович (1889—1938), заместитель начальника иностранного отдела ГУГБ НКВД СССР
- 29.11.1935 — Гулько, Борис Яковлевич (1897—1939), заместитель начальника оперативного отдела ГУГБ НКВД СССР
- 29.11.1935 — Дмитриев, Дмитрий Матвеевич (1901—1939), заместитель начальника экономического отдела ГУГБ НКВД СССР[4]
- 29.11.1935 — Добродицкий, Николай Иванович (1899—1939), заместитель начальника особого отдела ГУГБ НКВД СССР
- 29.11.1935 — Домбровский, Вячеслав Ромуальдович (1895—1937), начальник УНКВД Курской области
- 29.11.1935 — Дукельский, Семён Семёнович (1892—1960), начальник УНКВД Воронежской области
- 29.11.1935 — Загвоздин, Николай Андреевич (1898—1940), нарком внутренних дел Узбекской ССР
- 29.11.1935 — Залпетер, Анс Карлович (1899—1939), заместитель начальника УНКВД Западно-Сибирского края
- 29.11.1935 — Иванов, Василий Тимофеевич (1894—1938), начальник УНКВД Донецкой области[3]
- 29.11.1935 — Курский, Владимир Михайлович (1897—1937), заместитель начальника УНКВД Северо-Кавказского края[4]
- 29.11.1935 — Леонюк, Фома Акимович (1892—1967), начальник УНКВД Куйбышевской области[5]
- 29.11.1935 — Лордкипанидзе, Тите Илларионович (1896—1937), начальник УНКВД Крымской АССР
- 29.11.1935 — Минаев-Цикановский, Александр Матвеевич (1888—1939), начальник УНКВД Челябинской области[3]
- 29.11.1935 — Миронов, Сергей Наумович (1894—1940), начальник УНКВД Днепропетровской области[3]
- 29.11.1935 — Островский, Иосиф Маркович (1895—1937), начальник Административно-хозяйственного управления НКВД СССР
- 29.11.1935 — Павлов, Карп Александрович (1895—1957), начальник УНКВД Красноярского края[6]
- 29.11.1935 — Попашенко, Иван Петрович (1898—1940), заместитель начальника УНКВД Азово-Черноморского края
- 29.11.1935 — Радзивиловский, Александр Павлович (1904—1940), заместитель начальника УНКВД Московской области
- 29.11.1935 — Райский, Наум Маркович (1895—1937), начальник УНКВД Оренбургской области
- 29.11.1935 — Розанов, Александр Борисович (1896—1937), начальник УНКВД Одесской области
- 29.11.1935 — Рутковский, Анатолий Фёдорович (1894—1943), в действующем резерве отдела кадров НКВД ССР
- 29.11.1935 — Салынь, Эдуард Петрович (1894—1938), начальник УНКВД Омской области
- 29.11.1935 — Серебрянский, Яков Исаакович (1892—1956), руководитель группы иностранного отдела ГУГБ НКВД СССР[7]
- 29.11.1935 — Степанов, Михаил Архипович (1900—1940), заместитель начальника УНКВД Грузинской ССР
- 29.11.1935 — Тимофеев, Михаил Михайлович (1896—1977), начальник УНКВД Черниговской области[5]
- 29.11.1935 — Успенский, Александр Иванович (1902—1940), заместитель коменданта Московского Кремля по внутренней охране[8]
- 29.11.1935 — Фельдман, Владимир Дмитриевич (1893—1938), особоуполномоченный НКВД СССР
- 29.11.1935 — Фирин, Семён Григорьевич (1898—1937), заместитель начальника ГУЛАГ, начальник Дмитровского ИТЛ НКВД СССР
- 29.11.1935 — Шаров, Николай Давыдович (1897—1939), начальник УНКВД Киевской области
- 04.12.1935 — Зверев, Юлиан Львович (1895—1938), нарком внутренних дел Туркменской ССР
- 04.12.1935 — Коган, Лазарь Иосифович (1889—1939), начальник строительства канала Москва — Волга
- 04.12.1935 — Нодев, Освальд Янович (1896—1938), заместитель начальника УНКВД Азербайджанской ССР
- 26.12.1935 — Арнольдов, Арнольд Аркадьевич (1893—1938), помощник начальника УНКВД Московской области
- 30.12.1935 — Барминский, Сергей Арсентьевич (1900—1938), заместитель начальника УНКВД Дальневосточного края
- 13.01.1936 — Рапава, Авксентий Нарикиевич (1899—1955), начальник транспортного отдела УГБ НКВД ЗСФСР[9]
- 19.07.1936 — Апетер, Иван Андреевич (1890—1938), начальник санаторно-курортного отдела Административно-хозяйственного управления НКВД СССР
- 19.07.1936 — Мороз, Яков Моисеевич (1898—1940), начальник Ухто-Ижемского ИТЛ НКВД СССР
- 07.10.1936 — Гендин, Семён Григорьевич (1902—1939), начальник УНКВД Западной области
- 20.12.1936 — Глинский, Станислав Мартынович (1894—1937), резидент иностранного отдела ГУГБ НКВД в Париже
- 20.12.1936 — Гордон, Борис Моисеевич (1896—1937), резидент иностранного отдела ГУГБ НКВД в Берлине
- 20.12.1936 — Кривец, Ефим Фомич (1897—1940), начальник УНКВД Черниговской области
- 20.12.1936 — Мугдуси, Хачик Хлгатович (1898—1938), начальник УНКВД Армянской ССР
- 20.12.1936 — Пряхин, Александр Андреевич (1899—1938), начальник УНКВД Уссурийской области
- 20.12.1936 — Соколинский, Давид Моисеевич (1902—1940), начальник УНКВД Днепропетровской области
- 22.12.1936 — Литвин, Михаил Иосифович (1892—1938), начальник отдела кадров НКВД СССР[8]
- 19.01.1937 — Волков, Михаил Александрович (1900—1939), помощник начальника УНКВД Ленинградской области
- 19.01.1937 — Шапиро-Дайховский, Натан Евнович (1901—1938), помощник начальника УНКВД Ленинградской области
- 20.01.1937 — Емец, Николай Васильевич (1898—1939), начальник УНКВД Курской области
- 10.02.1937 — Жуковский, Семён Борисович (1896—1940), начальник АХУ НКВД СССР
- 10.04.1937 — Лупекин, Герман Антонович (1901—1940), начальник УНКВД Восточно-Сибирского края
- 10.04.1937 — Раев, Михаил Григорьевич (1894—1939), начальник УНКВД Сталинградской области
- 13.06.1937 — Цесарский, Владимир Ефимович (1895—1940), начальник 8 отдела ГУГБ НКВД СССР
- 22.08.1937 — Горбач, Григорий Фёдорович (1898—1939), начальник УНКВД Западно-Сибирского края
- 26.09.1937 — Рогов, Фёдор Васильевич (1900—1938), комендант Московского Кремля
- 29.09.1937 — Рыжов, Михаил Иванович (1889—1939), заместитель наркома внутренних дел СССР
- 05.11.1937 — Шапиро, Исаак Ильич (1895—1940), начальник 9 специального отдела ГУГБ и начальник секретариата НКВД СССР
- 09.01.1938 — Малышев, Борис Александрович (1895—1941), заместитель начальника 1 отдела ГУГБ НКВД СССР
- 22.03.1938 — Пассов, Зельман Исаевич (1905—1940), заместитель начальника 3 отдела ГУГБ НКВД СССР
- 26.04.1938 — Власик, Николай Сидорович (1896—1967), начальник отделения 1 отдела ГУГБ НКВД СССР[8]
- 11.09.1938 — Кобулов, Богдан Захарович (1904—1953), заместитель наркома внутренних дел Грузинской ССР[8]
- 28.12.1938 — Саджая, Алексей Николаевич (1898—1942), нарком внутренних дел Узбекской ССР[9]
- 28.12.1938 — Цанава, Лаврентий Фомич (1900—1955), нарком внутренних дел Белорусской ССР[9]
- 28.12.1938 — Шария, Пётр Афанасьевич (1902—1983), начальник секретариата НКВД СССР[10]
- 29.12.1938 — Мильштейн, Соломон Рафаилович (1899—1955), заместитель начальника следственной части НКВД СССР[9]
- 03.01.1939 — Журавлёв, Виктор Павлович (1902—1946), начальник УНКВД Куйбышевской области
- 03.01.1939 — Мамулов, Степан Соломонович (1902—1976), 1-й заместитель начальника секретариата НКВД СССР[10]
- 28.01.1939 — Бочков, Виктор Михайлович (1900—1981), начальник 4 отдела ГУГБ НКВД СССР[9]
- 05.03.1939 — Егоров, Сергей Егорович (1905—1959), заместитель начальника ГУЛАГ НКВД СССР[5]
- 25.03.1939 — Емельянов, Степан Фёдорович (1902—1988), нарком внутренних дел Азербайджанской ССР[5]
- 27.03.1939 — Гвишиани, Михаил Максимович (1905—1966), начальник УНКВД Приморского края[10]
- 13.04.1939 — Родованский, Яков Фёдорович (1894—1954), 1-й заместитель начальника Управления рабоче-крестьянской милиции УНКВД г. Москвы[5]
- 30.04.1939 — Панюшкин, Александр Семёнович (1905—1974), начальник 3 специального отдела НКВД СССР[11]
- 30.04.1939 — Серов, Иван Александрович (1905—1990), начальник Главного управления рабоче-крестьянской милиции НКВД СССР[12]
- 30.04.1939 — Церетели, Шалва Отарович (1894—1955), 1-й заместитель начальника 3 специального отдела НКВД СССР[10]
- 13.06.1939 — Кубаткин, Пётр Николаевич (1907—1950), начальник УНКВД Московской области[10]
- 02.11.1939 — Куприн, Павел Тихонович (1908—1942), начальник УНКВД Хабаровского края[13]
- 14.03.1940 — Абакумов, Виктор Семёнович (1908—1954), начальник УНКВД Ростовской области[13]
- 14.03.1940 — Андреев, Григорий Петрович (1908—1981), заместитель начальника Главного экономического управления НКВД СССР[14]
- 14.03.1940 — Борщев, Тимофей Михайлович (1901—1956), нарком внутренних дел Туркменской ССР[10]
- 14.03.1940 — Бурдаков, Семён Николаевич (1901—1978), нарком внутренних дел Казахской ССР[5]
- 14.03.1940 — Горлинский, Николай Дмитриевич (1907—1965), 2-й заместитель наркома внутренних дел Украинской ССР[5]
- 14.03.1940 — Гульст, Вениамин Наумович (1900—1972), заместитель начальника 1 отдела ГУГБ НКВД СССР[5]
- 14.03.1940 — Зоделава, Андрей Семёнович (1905—1942), нарком внутренних дел Северо-Осетинской АССР
- 14.03.1940 — Корниенко, Трофим Николаевич (1906—1971), начальник 3 отдела ГУГБ НКВД СССР[14]
- 14.03.1940 — Лапшин, Евгений Петрович (1900—1956), начальник 2 специального отдела НКВД СССР[5]
- 14.03.1940 — Наседкин, Виктор Григорьевич (1905—1950), заместитель начальника Главного экономического управления НКВД СССР[5]
- 14.03.1940 — Сергиенко, Василий Тимофеевич (1903—1982), заместитель наркома внутренних дел Украинской ССР[13]
- 14.03.1940 — Синегубов, Николай Иванович (1895—1971), начальник следственной части и заместитель начальника Главного транспортного управления НКВД СССР[5]
- 14.03.1940 — Стефанов, Алексей Георгиевич (1902—1967), особоуполномоченный НКВД СССР[5]
- 14.03.1940 — Фитин, Павел Михайлович (1907—1971), начальник 5 отдела ГУГБ НКВД СССР[10]
- 14.03.1940 — Шадрин, Дмитрий Николаевич (1906—1994), начальник 3 специального отдела НКВД СССР[5]
- 22.03.1940 — Румянцев, Василий Иванович (1896—1960), начальник 1 отделения 1 отдела ГУГБ НКВД СССР[10]
- 07.04.1940 — Лагунов, Николай Михайлович (1905—1978), заместитель начальника УНКВД Ленинградской области[14]
- 07.04.1940 — Огольцов, Сергей Иванович (1900—1977), начальник УНКВД г. Ленинграда[10]
- 14.04.1940 — Егнаташвили, Александр Яковлевич (1887—1948), заместитель начальника 1 отдела ГУГБ НКВД СССР по хозчасти[5]
- 14.04.1940 — Капанадзе, Андрей Павлович (1907—1983), заместитель начальника 1 отдела ГУГБ НКВД СССР[5]
- 22.04.1940 — Лепилов, Александр Павлович (1895—1953), заместитель начальника ГУЛАГ НКВД СССР[15]
- 11.09.1940 — Жук, Сергей Яковлевич (1892—1957) 1-й заместитель начальника Главгидростроя НКВД СССР[15]
- 11.09.1940 — Рапопорт, Яков Давыдович (1898—1962), начальник Управления Волжского ИТЛ НКВД СССР[15]
- 22.10.1940 — Бабкин, Алексей Никитич (1906—1950), нарком внутренних дел Казахской ССР[10]
- 02.01.1941 — Гузявичюс, Александр Августович (1908—1969), нарком внутренних дел Литовской ССР[5]
- 02.01.1941 — Кумм, Борис Гансович (1897—1958), нарком внутренних дел Эстонской ССР[5]
- 02.01.1941 — Новик, Альфонс Андреевич (1908—1996), нарком внутренних дел Латвийской ССР[5]
- 15.02.1941 — Белянов, Александр Михайлович (1903—1994), начальник 3 отдела НКВД СССР[13]
- 01.03.1941 — Журавлёв, Михаил Иванович (1911—1976), начальник УНКВД Московской области[10]
- 06.03.1941 — Гладков, Пётр Андреевич (1902—1984), нарком государственной безопасности Литовской ССР[5]
- 06.03.1941 — Мешик, Павел Яковлевич (1910—1953), нарком государственной безопасности Украинской ССР[10]
- 12.03.1941 — Косолапов, Василий Михайлович (1911—1989), заместитель начальника особого отдела НКВД Черноморского флота
- 29.03.1941 — Матвеев, Александр Павлович (1905—1946), нарком внутренних дел Белорусской ССР
- 29.03.1941 — Мурро, Андрей Андреевич (1903—1941), нарком внутренних дел Эстонской ССР
- 29.03.1941 — Якубов, Мир Теймур Мир Алекпер оглы (1904—1970), нарком внутренних дел Азербайджанской ССР[5]
- 09.07.1941 — Завенягин, Авраамий Павлович (1901—1956), заместитель наркома внутренних дел СССР[10]
- 09.07.1941 — Обручников, Борис Павлович (1905—1988), заместитель наркома внутренних дел СССР по кадрам[10]
- 09.07.1941 — Сафразьян, Леон Богданович (1893—1954), заместитель наркома внутренних дел СССР[10]
- 12.07.1941 — Баштаков, Леонид Фокеевич (1900—1970), начальник 2 отдела НКГБ СССР[5]
- 12.07.1941 — Влодзимирский, Лев Емельянович (1903—1953), начальник следственной части НКГБ СССР[5]
- 12.07.1941 — Грибов, Михаил Васильевич (1905—1992), заместитель наркома государственной безопасности СССР по кадрам[5]
- 12.07.1941 — Давыдов, Александр Михайлович (1899—1980), начальник административно-хозяйственного и финансового отдела НКГБ СССР[5]
- 12.07.1941 — Райхман, Леонид Фёдорович (1908—1990), заместитель начальника 2 управления НКГБ СССР[5]
- 18.07.1941 — Копытцев, Алексей Иванович (1912—1987), начальник 5 отдела НКГБ СССР[5]
- 19.07.1941 — Базилевич, Аким Владимирович (1904—1942), заместитель начальник особого отдела НКВД Южного фронта
- 19.07.1941 — Бегма, Павел Георгиевич (1902—1975), заместитель начальника особого отдела НКВД Западного фронта
- 19.07.1941 — Ханников, Николай Григорьевич (1896—1948), заместитель начальника особого отдела НКВД Северо-Западного фронта[5]
- 19.07.1941 — Якунчиков, Николай Алексеевич (1906—1941), заместитель начальника особого отдела НКВД Юго-Западного фронта
- 28.07.1941 — Русак, Иван Тимофеевич (1906—1987), начальник особого отдела НКВД Московского военного округа[5]
- 08.08.1941 — Судоплатов, Павел Анатольевич (1907—1996), заместитель начальника 1 управления НКВД СССР[10]
- 13.08.1941 — Эйтингон, Наум Исаакович (1899—1981), заместитель начальника 1 управления НКВД СССР[5]
- 15.08.1941 — Леонтьев, Александр Михайлович (1902—1960), начальник 2 отдела и заместитель начальника 1 управления ГУПВ НКВД СССР[5]
- 06.09.1941 — Кобулов, Амаяк Захарович (1906—1955), нарком внутренних дел Узбекской ССР[10]
- 10.09.1941 — Тутушкин, Фёдор Яковлевич (1900—1959), заместитель начальника Управления особых отделов НКВД СССР[5]
- 20.09.1941 — Осетров, Николай Алексеевич (1905—1992), заместитель начальника Управления особых отделов НКВД СССР[5]
- 22.09.1941 — Чесноков, Александр Николаевич (1900—1991), заместитель начальника УНКВД Хабаровского края[5]
- 30.09.1941 — Мельников, Николай Дмитриевич (1905—1944), заместитель начальника 1 управления НКВД СССР[5]
- 21.11.1941 — Селивановский, Николай Николаевич (1901—1997), начальник особого отдела НКВД Юго-Западного фронта[10]
- 03.01.1942 — Королёв, Николай Андрианович (1907—1986), начальник особого отдела НКВД Северо-Западного фронта[5]
- 08.01.1942 — Вадис, Александр Анатольевич (1906—1968), начальник особого отдела НКВД Брянского фронта[5]
- 10.01.1942 — Павлов, Илья Семёнович (1899—1964), начальник особого отдела НКВД Карельского фронта[5]
- 16.02.1942 — Кравченко, Валентин Александрович (1906—1956), начальник 4 специального отдела НКВД СССР[5]
- 23.02.1942 — Сиднев, Алексей Матвеевич (1907—1958), заместитель начальника особого отдела НКВД Ленинградского фронта[5]
- 10.04.1942 — Мартиросов, Георгий Иосифович (1906—1977), нарком внутренних дел Армянской ССР[5]
- 13.04.1942 — Рухадзе, Николай Максимович (1905—1955), начальник особого отдела НКВД Закавказского фронта[5]
- 05.05.1942 — Гагуа, Илларион Авксентиевич (1900—1951), нарком внутренних дел Абхазской АССР[5]
- 11.05.1942 — Давлианидзе, Сергей Семёнович (1904—1967), начальник транспортного отдела НКВД Закавказской железной дороги[5]
- 26.05.1942 — Бабич, Исай Яковлевич (1902—1948), начальник особого отдела Северо-Западного фронта[5]
- 26.05.1942 — Зеленин, Павел Васильевич (1902—1965), начальник особого отдела НКВД Южного фронта[5]
- 26.05.1942 — Мельников, Дмитрий Иванович (1906—1956), начальник особого отдела НКВД Ленинградского фронта[5]
- 04.06.1942 — Клёпов, Сергей Алексеевич (1900—1972), начальник УНКВД Орджоникидзевского края[5]
- 12.06.1942 — Маркарян, Рубен Амбарцумович (1896—1956), заместитель наркома внутренних дел Азербайджанской ССР по оперработе[5]
- 25.06.1942 — Москаленко, Иван Иванович (1907—1982), начальник 1 отдела и помощник начальника Управления особых отделов НКВД СССР[5]
- 02.07.1942 — Быстров, Александр Семёнович (1904—1964), начальник особого отдела НКВД Ленинградского фронта[5]
- 02.07.1942 — Воронин, Александр Иванович (1908—1990), начальник УНКВД Сталинградской области[10]
- 14.07.1942 — Железников, Николай Иванович (1906—1974), начальник особого отдела НКВД Среднеазиатского военного округа[5]
- 05.08.1942 — Блинов, Афанасий Сергеевич (1904—1961), начальник УНКВД Куйбышевской области[10]
- 28.09.1942 — Виноградов, Валентин Васильевич (1906—1980), начальник особого отдела НКВД Тихоокеанского флота[5]
- 28.09.1942 — Ермолаев, Николай Дмитриевич (1905—1958), начальник особого отдела НКВД Черноморского флота[5]
- 28.09.1942 — Лебедев, Алексей Павлович (1906—1968), начальник особого отдела НКВД Балтийского флота[5]
- 15.11.1942 — Шевелёв, Иван Григорьевич (1904—1998), начальник 5 управления НКВД СССР[5]

## Упоминание в кинематографе и в телесериалах
- Художественный фильм «Шпион». Звание начальника управления — Алексея Октябрьского.
- Телесериал «Убить Сталина» — старший майор госбезопасности Прохоров (Василий Мищенко).
- Телесериал «Ленинград» — старший майор госбезопасности Малинин (Владимир Ильин).
- Телесериал «Гетеры майора Соколова» — старший майор госбезопасности Черкасов (Дмитрий Поднозов).
- Телесериал «Красные горы» — старший майор госбезопасности Аркадий Энгельгардт (Евгений Цыганов).
- Телесериал «Когда растаял снег» — старший майор госбезопасности Василий Кондратьевич Шувалов (Андрей Соколов).
- Телесериал «Смерш» — заместитель начальника особых отделов НКВД СССР Алексей Емельянович Ермаков (Леонид Громов).
- Телесериал «Вла́сик. Тень Ста́лина» — Николай Сидорович Власик, начальник охраны Иосифа Сталина (Константин Милованов).